# Ross Pearson
Ross Pearson (Sunderland, 26 settembre 1984) è un lottatore di arti marziali miste britannico.
Combatte nella categoria dei pesi leggeri per l'organizzazione statunitense UFC, nella quale ha vinto il torneo dei pesi leggeri della nona stagione del reality show The Ultimate Fighter ed ha fatto da allenatore nella stagione Smashes dello spettacolo stesso.

## Carriera nelle arti marziali miste

### Inizi
La carriera da professionista nelle MMA di Ross Pearson inizia nel dicembre 2004 con un incontro in Galles perso per sottomissione.
Successivamente tornerà a combattere come professionista solo nel 2007 nel circuito Goshin Ryu in Cornovaglia, dove nella stessa sera ottiene la sua prima vittoria in carriera ai punti ma nel successivo incontro viene sconfitto dal futuro lottatore UFC Curt Warburton; nei primi incontri combatte anche per la promozione Cage Warriors.
Dopo la seconda debacle si assisterà all'ascesa di Pearson che nell'arco di un solo anno metterà a segno ben sette vittorie ed una sola sconfitta per mano dell'ex campione Cage Rage Abdul Mohamed, portando il proprio record personale a 8-3; Pearson criticò duramente la sconfitta ai punti contro Mohamed, accusando gli organizzatori della ormai defunta Cage Gladiators di Liverpool di aver volutamente favorito il lottatore di casa, il quale si allenava con la Wolfslair che aveva a che fare con la promozione dell'evento.

### Ultimate Fighting Championship
Nel 2009 Pearson viene scelto per partecipare alla nona edizione del reality show The Ultimate Fighter organizzato dalla statunitense UFC, al tempo la più importante organizzazione di arti marziali miste del mondo; Ross è un membro della squadra britannica allenata da Michael Bisping, e si impone nel torneo dei pesi leggeri superando nell'ordine A.J. Wenn, l'ex campione IFBL Jason Dent ed in finale il compagno di squadra ed ex lottatore Cage Warriors Andre Winner.
Nel suo secondo incontro in UFC affrontò l'esperto Aaron Riley a Manchester, vincendo per KO tecnico nella seconda ripresa.
Nel 2010 ottenne una importante vittoria contro il quotato kickboxer tedesco Dennis Siver, sconfiggendolo ai punti ed ottenendo il premio Fight of the Night come miglior incontro della serata.
Lo stesso anno subisce la sua prima sconfitta in UFC ad opera del grappler Cole Miller che vince per strangolamento nel secondo round.
Anche la prima metà del 2011 vede luci ed ombre per Pearson, che prima sconfigge Spencer Fisher ai punti e poi perde contro l'esperto di jiu jitsu brasiliano Edson Barboza per una dubbia decisione dei giudici di gara; dopo la sua quinta sconfitta in carriera Pearson decide di scendere nei pesi piuma.
Debutta nella nuova categoria di peso nel dicembre 2011 con una vittoria ai punti sull'ex campione XFC Junior Assunção.
Nel 2012 può quindi affrontare l'ex contendente al titolo WEC Cub Swanson, il quale mette KO Pearson nel secondo round.
Successivamente venne scelto come allenatore del team britannico per la 17-esima stagione The Ultimate Fighter: The Smashes opposto all'australiano George Sotiropoulos che poi affrontò in un incontro di pesi leggeri, incontro vinto per KO alla terza ripresa.
Nel 2013 affronta in Svezia il debuttante ex Strikeforce Ryan Couture vincendo per KO tecnico nel secondo round.
Lo stesso anno torna a lottare in Inghilterra affrontando l'abile striker Melvin Guillard: l'incontro terminò in No Contest a causa di una ginocchiata illegale da parte dell'avversario e venne quindi programmato un rematch per marzo 2014, rematch che saltò a causa di un infortunio subito da Pearson.
Nel giugno 2014 affronta Diego Sanchez nella città di provenienza di quest'ultimo, ovvero Albuquerque, subendo una contestatissima sconfitta per decisione non unanime dei giudici di gara; la natura controversa di tale debacle ai punti portò l'UFC a riconoscere comunque un premio di 30.000 dollari all'atleta britannico.
In agosto ottiene la più altisonante delle sue vittorie in carriera mettendo KO Gray Maynard il quale era stato per due volte un contendente al titolo.
In novembre venne sconfitto per KO tecnico da Al Iaquinta, mentre a marzo dell'anno successivo sconfigge Sam Stout per KO, mandando a segno un poderoso colpo al volto e ottenendo così il riconoscimento Performance of the Night.
A luglio affronta Evan Dunham in Scozia, venendo sconfitto per decisione unanime. Mentre a settembre sconfisse Paul Felder ,all'evento UFC 191, per decisione non unanime in un incontro molto equilibrato.
A gennaio del 2016 affrontò e venne sconfitto da Francisco Trinaldo per decisione unanime. Il 20 marzo avrebbe dovuto vedersela con l'americano Abel Trujillo, ma a causa di alcuni problemi avuti con il visto d'ingresso per l'Australia, quest'ultimo non poté prendere parte all'incontro. Al suo posto venne inserito il canadese Chad Laprise, che inizialmente doveva affrontare Alan Patrick. Pearson vinse l'incontro per decisione non unanime.
Pearson avrebbe dovuto affrontare James Krause l'8 luglio. Tuttavia, Krause venne rimosso dalla card il 13 giugno per dare spazio all'ex campione dei pesi leggeri Bellator Will Brooks. Pearson perse l'incontro per decisione unanime.
Dopo poche settimane dal suo ultimo incontro, Pearson venne scelto come sostituto dell'infortunato Siyar Bahadurzada per poter affrontare Jorge Masvidal all'evento UFC 201. Pearson venne sconfitto per decisione unanime.
Il 19 novembre la UFC riorganizzò l'incontro tra Pearson e James Krause all'evento UFC Fight Night: Mousasi vs. Hall 2. Tuttavia, il 26 ottobre, Krause subì un infortunio e venne rimpiazzato da Stevie Ray. Pearson venne sconfitto per decisione non unanime.

### Risultati nelle arti marziali miste
Gli incontri segnati su sfondo grigio si riferiscono ad incontri di esibizione non ufficiali o comunque non validi per essere integrati nel record da professionista.
| Risultato  | Record    | Avversario          | Metodo                            | Evento                                                        | Data              | Round | Tempo | Città                      | Note                                         |
| ---------- | --------- | ------------------- | --------------------------------- | ------------------------------------------------------------- | ----------------- | ----- | ----- | -------------------------- | -------------------------------------------- |
| Sconfitta  | 20-16 (1) | Desmond Green       | KO tecnico (pugni)                | UFC on ESPN: Barboza vs. Gaethje                              | 30 marzo 2019     | 1     | 2:52  | Filadelfia, Stati Uniti    |                                              |
| Sconfitta  | 20-15 (1) | John Makdessi       | Decisione (unanime)               | UFC on Fox: Alvarez vs. Poirier 2                             | 28 luglio 2018    | 3     | 5:00  | Calgary, Canada            | Fight of the Night                           |
| Vittoria   | 20-14 (1) | Mizuto Hirota       | Decisione (unanime)               | UFC 221: Romero vs. Rockhold                                  | 11 febbraio 2018  | 3     | 5:00  | Perth, Australia           |                                              |
| Sconfitta  | 19-14 (1) | Dan Hooker          | KO (ginocchiata)                  | UFC Fight Night: Lewis vs. Hunt                               | 11 giugno 2017    | 2     | 3:02  | Auckland, Nuova Zelanda    |                                              |
| Sconfitta  | 19-13 (1) | Stevie Ray          | Decisione (non unanime)           | UFC Fight Night: Mousasi vs. Hall 2                           | 19 novembre 2016  | 3     | 5:00  | Belfast, Irlanda del Nord  |                                              |
| Sconfitta  | 19-12 (1) | Jorge Masvidal      | Decisione (unanime)               | UFC 201: Lawler vs. Woodley                                   | 30 luglio 2016    | 3     | 5:00  | Atlanta, Stati Uniti       |                                              |
| Sconfitta  | 19-11 (1) | Will Brooks         | Decisione (unanime)               | The Ultimate Fighter 23 Finale                                | 8 luglio 2016     | 3     | 5:00  | Las Vegas, Stati Uniti     |                                              |
| Vittoria   | 19-10 (1) | Chad Laprise        | Decisione (non unanime)           | UFC Fight Night: Hunt vs. Mir                                 | 20 marzo 2016     | 3     | 5:00  | Brisbane, Australia        |                                              |
| Sconfitta  | 18-10 (1) | Francisco Trinaldo  | Decisione (unanime)               | UFC Fight Night: Dillashaw vs. Cruz                           | 17 gennaio 2016   | 3     | 5:00  | Boston, Stati Uniti        |                                              |
| Vittoria   | 18-9 (1)  | Paul Felder         | Decisione (non unanime)           | UFC 191: Johnson vs. Dodson 2                                 | 5 settembre 2015  | 3     | 5:00  | Las Vegas, Stati Uniti     |                                              |
| Sconfitta  | 17-9 (1)  | Evan Dunham         | Decisione (unanime)               | UFC Fight Night: Bisping vs. Leites                           | 18 luglio 2015    | 3     | 5:00  | Glasgow, Scozia            |                                              |
| Vittoria   | 17-8 (1)  | Sam Stout           | KO (pugni)                        | UFC 185: Pettis vs. dos Anjos                                 | 14 marzo 2015     | 2     | 1:33  | Dallas, Stati Uniti        | Performance of the Night                     |
| Sconfitta  | 16-8 (1)  | Al Iaquinta         | KO Tecnico (pugni)                | UFC Fight Night: Rockhold vs. Bisping                         | 8 novembre 2014   | 2     | 1:39  | Sydney, Australia          |                                              |
| Vittoria   | 16-7 (1)  | Gray Maynard        | KO Tecnico (pugni)                | UFC on Fox: Lawler vs. Brown                                  | 26 luglio 2014    | 2     | 1:35  | San Jose, Stati Uniti      |                                              |
| Sconfitta  | 15-7 (1)  | Diego Sanchez       | Decisione (non unanime)           | UFC Fight Night: Henderson vs. Khabilov                       | 7 giugno 2014     | 3     | 5:00  | Albuquerque, Stati Uniti   |                                              |
| No Contest | 15-6 (1)  | Melvin Guillard     | No Contest (ginocchiata illegale) | UFC Fight Night: Machida vs. Muñoz                            | 26 ottobre 2013   | 1     | 1:57  | Manchester, Regno Unito    |                                              |
| Vittoria   | 15-6      | Ryan Couture        | KO Tecnico (pugni)                | UFC on Fuel TV: Mousasi vs. Latifi                            | 6 aprile 2013     | 2     | 3:45  | Stoccolma, Svezia          |                                              |
| Vittoria   | 14-6      | George Sotiropoulos | KO Tecnico (pugni)                | UFC on FX: Sotiropoulos vs. Pearson                           | 15 dicembre 2012  | 3     | 0:41  | Gold Coast, Australia      | Passa ai Pesi Leggeri                        |
| Sconfitta  | 13–6      | Cub Swanson         | KO Tecnico (pugni)                | UFC on FX: Maynard vs. Guida                                  | 22 giugno 2012    | 2     | 4:14  | Atlantic City, Stati Uniti |                                              |
| Vittoria   | 13–5      | Junior Assunção     | Decisione (unanime)               | UFC 141: Lesnar vs. Overeem                                   | 30 dicembre 2011  | 3     | 5:00  | Las Vegas, Stati Uniti     | Passa ai Pesi Piuma                          |
| Sconfitta  | 12–5      | Edson Barboza       | Decisione (non unanime)           | UFC 134: Silva vs. Okami                                      | 27 agosto 2011    | 3     | 5:00  | Rio de Janeiro, Brasile    |                                              |
| Vittoria   | 12–4      | Spencer Fisher      | Decisione (unanime)               | UFC 127: Penn vs. Fitch                                       | 27 febbraio 2011  | 3     | 5:00  | Sydney, Australia          |                                              |
| Sconfitta  | 11–4      | Cole Miller         | Sottomissione (rear naked choke)  | UFC Fight Night: Marquardt vs. Palhares                       | 15 settembre 2010 | 2     | 1:49  | Austin, Stati Uniti        |                                              |
| Vittoria   | 11–3      | Dennis Siver        | Decisione (unanime)               | UFC Fight Night: Florian vs. Gomi                             | 31 marzo 2010     | 3     | 5:00  | Charlotte, Stati Uniti     |                                              |
| Vittoria   | 10–3      | Aaron Riley         | KO Tecnico (stop medico)          | UFC 105: Couture vs. Vera                                     | 14 novembre 2009  | 2     | 4:38  | Manchester, Regno Unito    |                                              |
| Vittoria   | 9–3       | Andre Winner        | Decisione (unanime)               | The Ultimate Fighter: United States vs. United Kingdom Finale | 20 giugno 2009    | 3     | 5:00  | Las Vegas, Stati Uniti     | Vince il torneo dei Pesi Leggeri TUF 9       |
| Vittoria   | NU        | Jason Dent          | Decisione (unanime)               | The Ultimate Fighter 9                                        | 10 giugno 2009    | 3     | 5:00  | Las Vegas, Stati Uniti     | Torneo dei Pesi Leggeri TUF 9, Semifinale    |
| Vittoria   | NU        | Richie Whitson      | Sottomissione (armbar)            | The Ultimate Fighter 9                                        | 13 maggio 2009    | 1     | 3:40  | Las Vegas, Stati Uniti     | Torneo dei Pesi Leggeri TUF 9, Secondo turno |
| Vittoria   | NU        | A.J. Wenn           | KO Tecnico (colpi)                | The Ultimate Fighter 9                                        | 1º aprile 2009    | 2     | 0:21  | Widnes, Regno Unito        | Torneo dei Pesi Leggeri TUF 9, Primo turno   |
| Vittoria   | 8–3       | Ian Jones           | Sottomissione (rear naked choke)  | Ultimate Force: Nemesis                                       | 1º novembre 2008  | 1     | 3:33  | Doncaster, Regno Unito     |                                              |
| Sconfitta  | 7–3       | Abdul Mohamed       | Decisione (unanime)               | Cage Gladiators 9: Beatdown                                   | 4 ottobre 2008    | 3     | 5:00  | Liverpool, Regno Unito     |                                              |
| Vittoria   | 7–2       | Cedric Celerier     | Sottomissione (pugni)             | Goshin Ryu 24                                                 | 31 maggio 2008    | 1     | 2:35  | Londra, Regno Unito        |                                              |
| Vittoria   | 6–2       | Aidan Marron        | Sottomissione (armbar)            | Ultimate Force: Punishment                                    | 3 maggio 2008     | 3     | 4:33  | Doncaster, Regno Unito     |                                              |
| Vittoria   | 5–2       | Sami Berik          | Sottomissione (triangolo)         | Strike and Submit 6                                           | 13 aprile 2008    | 1     | 0:37  | Gateshead, Regno Unito     |                                              |
| Vittoria   | 4–2       | Mark Spencer        | KO Tecnico (pugni)                | Goshin Ryu 23                                                 | 23 febbraio 2008  | 1     | 3:44  | Cornovaglia, Regno Unito   |                                              |
| Vittoria   | 3–2       | Steve Tetley        | Sottomissione (armbar)            | CWFC: Enter The Rough House 5                                 | 8 dicembre 2007   | 1     | 4:46  | Nottingham, Regno Unito    | Debutto in Cage Warriors                     |
| Vittoria   | 2–2       | Gavin Bradley       | KO (pugno)                        | Goshin Ryu 22                                                 | 24 novembre 2007  | 1     | 2:05  | Cornovaglia, Regno Unito   |                                              |
| Sconfitta  | 1–2       | Curt Warburton      | KO Tecnico (stop medico)          | Goshin Ryu 21                                                 | 22 settembre 2007 | 1     | 5:00  | Cornovaglia, Regno Unito   |                                              |
| Vittoria   | 1–1       | Will Burke          | Decisione                         | Goshin Ryu 21                                                 | 22 settembre 2007 | 3     | 5:00  | Cornovaglia, Regno Unito   |                                              |
| Sconfitta  | 0–1       | Chris Hughes        | Sottomissione (rear naked choke)  | HOP 1: Fight Night 1                                          | 12 dicembre 2004  | 2     | 2:33  | Swansea, Regno Unito       |                                              |